# Gerrit Thomasz Pool
Gerrit Thomasz Pool, ook wel Gerard Thomassen Pool (? – zuidkust van Nieuw-Guinea, 28 april 1636) was een Nederlandse zeevaarder, commandeur en koopman in dienst van de VOC. In 1627 voer hij als schipper van de Vianen vanuit de Republiek naar Batavia. Hij bouwde daarna een ruime ervaring op met handelsreizen in de regio. In 1636 maakte hij met de schepen de Cleijn Amsterdam en de Wesel een ontdekkingsreis naar het Zuidland, het huidige Australië. Hij werd tijdens die reis op de zuidkust van Nieuw-Guinea vermoord.

## De expeditie naar het Zuidland

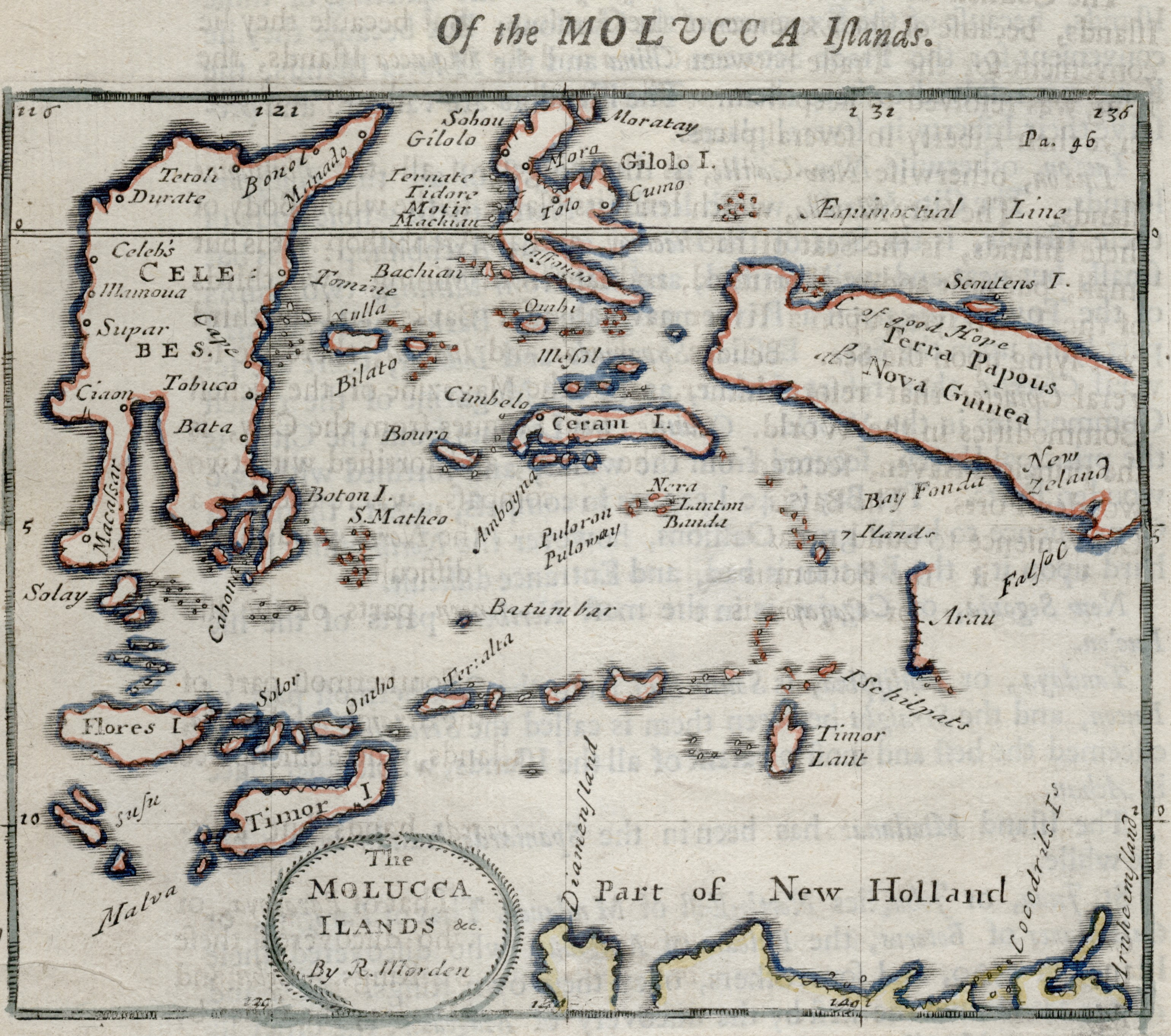
17e-eeuwse kaart met het gebied dat door Pools expeditie bestreken werd. Met onder andere Sulawesi, Ambon, Banda, Nieuw-Guinea, Timor-laoet en de kust van Australië.

Na de expeditie in 1623 door Jan Carstensz werd in 1636 in Batavia een nieuwe reis uitgerust 'tot ontdecking van de landen, bij oosten Banda gelegen, ende voorts het Zuyderlandt, vandaer om de Zuydt-West streckende'. Gerrit Pool werd gevraagd als commandeur. Van Batavia voer hij met een vloot van zes schepen eerst naar Martapura (op Borneo) om de sultan daar een geschenk te overhandigen. Daarna voer hij door naar Sulawesi om de kruidnagelsmokkel door Makassar te bestrijden, door 'alle 't Macassaers vaertuijch soo aldaer mogen aengetroffen werden te destrueren'. Er werden echter geen Makassaarse vaartuigen gezien. Op de rede van Makassar lag slechts een Engels schip. Een poging om met de radja's van Boni en Buton (ook op Sulawesi) een verbond te sluiten tegen Makassar ontaardde in de moord op de commissaris Steven Barentsen en de koopman Roeloff Gerritsen en zeven anderen, en vervolgens tot een wraakactie door Pool waarbij 35 Butonners om het leven kwamen.
Vervolgens voer de vloot door naar Ambon, waar men op 22 maart aankwam. Van daar zeilde Pool met de Cleijn Amsterdam en de Wesel richting Banda. Hij had twee kaarten meegekregen van 'Arnhems- ende Speultslandt' die gemaakt waren op de reis van Carstensz. Men dacht toen nog dat dit eilanden waren. Ook een doorgang tussen Nieuw-Guinea en Australië was nog niet gevonden. De instructies die Pool meekreeg waren om na het verkennen van de eilanden de noordelijke kust van het Eendrachtsland (Australië) te volgen en te zoeken naar een doorgang naar de zuidelijke oceaan, in ieder geval tot aan de Houtman Abrolhos aan de westkust. Hier moest ook uitgekeken worden naar de twee muiters van de Batavia, Wouter Loos en Jan Pelgrom de Bie, die er in 1629 waren achtergelaten, en ze mee terug nemen als ze dat wilden. Pool moest behalve de kust in kaart brengen ook kennis verzamelen over de bevolking, 'van wat aert, conditie en humeuren dat sijn, wat religie en regiering dat hebben, met wien dat oorloogen, wat geweer dat voeren, wat spyse ende cleeding gebruycken ende waermede sich voorders erneren'. De instructies waren ondertekend door de vier leden van de Raad van Indië: gouverneur-generaal Antonio van Diemen, directeur-generaal Philip Lucasz, Artus Gijsels en Jan van der Burgh, op 19 februari in Batavia.

## De dood van Pool
De ambitieuze opzet van de expeditie werd niet gehaald. Op 6 april arriveerden de schepen bij de Banda eilanden, waar Pool meer informatie over het Zuidland ontving van gouverneur Cornelis Acoley. Op 17 april vertrokken de schepen van Banda en kwamen de 24e aan op de bergachtige zuidwestkust van wat nu West-Papoea is. Men zag op veel plekken in de bergen rook opstijgen, wat duidde op de aanwezigheid van mensen. Verder zeilend langs steile rotswanden en enkele eilanden werd nergens ankergrond gevonden, totdat men op de 28e de bergen zag terugwijken en de monding van een rivier verscheen met enkele hutjes ernaast. Pool ging hier met een bootje aan land om persoonlijk poolshoogte te nemen, samen met tien anderen waaronder drie musketiers, ondanks de waarschuwing van Acoley en anderen dat 'het volck seer wilt, woest ende moordadich, gelijck sulcx door eenige vande hare aldaer ombracht sijn, ondervonden hadden'. Ze werden direct benaderd door 'd'inhabitanten ofte wilde menschen van Nova Guinea die heel groot ende robust van postuijre waeren... met langh haijr tot over haer schouders, niet anders om tlijf hebbende dan eenich decksel voor de schamelheijt, met wapenen van calewaijen, hasegaijen, boogh ende pijlen'. Deze deden zich eerst vriendelijk voor maar werden toen agressief. Toen de groep steeds groter werd renden Pool en zijn mannen terug naar de boot, waarna Pool, 'int sandt struijckelende' door een 'hasegaeij' in de rug werd getroffen en met zijn eigen sabel werd vermoord. De boekhouder Andries Schiller en twee anderen trof hetzelfde lot. De lijken werden het bos in gesleept. De overigen wisten met het bootje te ontsnappen, tot in de branding achterna gezeten door de aanvallers. Dit was dezelfde plek waar tijdens de expeditie van Carstensz de schipper van de Arnhem, Dirck Melisz, en negen anderen waren vermoord.

## De afloop
Het bevel ging hierna over op de koopman Pieter Pietersz. Door 'd' Oostelijcke wint, ende stercke om West gaende stroom' moest de expeditie daarna beperkt blijven tot een nadere verkenning van het Arnhemsland en het nabij gelegen Van Diemensland. Van mensen op het 'leege gebroocken landt' merkte men weinig. Af en toe werd opstijgende rook op de kust gezien, en 's nachts hier en daar vuur. Men wendde de steven weer naar het noorden. Op de terugweg werden nog de Tanimbar-eilanden (Timor-laoet) verkend, waarna men op 10 juli weer terug was in Banda. Pietersz arriveerde op 6 oktober via Ambon weer in Batavia, waar hij verslag uitbracht. Over Pool schreef de Raad van Indië in december: 'By het verongeluckken van den Commandeur Pool heeft de Comp. een goed getrouw en vigeland dienaer verloren'.
De eerstvolgende expeditie naar het Zuidland zou pas weer in 1642 plaatsvinden met Abel Tasman.